# Bouira
Bouira (arabisch البويرة; tifinagh: ⵜⵓⵠⵉⵔⴻⵜ) ist eine nordalgerische Provinzhauptstadt mit ca. 80.000 Einwohnern und Hauptort einer aus mehreren Dörfern bestehenden Gemeinde (commune) mit insgesamt ca. 100.000 Einwohnern in der Provinz Bouira (wilaya). Bouira ist nach Tizi Ouzou und Bejaia die drittbedeutendste Stadt der Kabylei.

## Lage und Klima
Die Stadt Bouira befindet sich auf der Südseite des Tell-Atlas, oder genauer der Djurdjura-Kette, in einer Höhe von ca. 500 bis 550 m. Das Klima ist überwiegend gemäßigt bis warm; Regen (ca. 660 mm/Jahr) fällt hauptsächlich im Winterhalbjahr.

## Bevölkerung
| Jahr      | 1966   | 1987   | 1998   | 2008   |
| Einwohner | 30.994 | 53.065 | 52.509 | 68.545 |

Seit den 1960er Jahren erlebt Bouira eine starke Zuwanderung von Familien aus der ländlichen Umgebung.

## Wirtschaft
Die Landwirtschaft ist hauptsächlich durch Getreide- und Ölproduktion geprägt. In der Stadt haben sich Händler, Handwerker und Dienstleister aller Art niedergelassen.

## Geschichte
Es gibt Kleinfunde aus römischer Zeit, aus denen jedoch nicht auf eine dauerhafte Besiedlung geschlossen werden kann. Unter der Herrschaft der Osmanen (ab 1554) war der von Berbern bewohnte Ort ein befestigter Vorposten der Armee. Von 1830 bis 1962 war Bouira Teil der französischen Kolonie Algerien; die Franzosen nutzten das Fort (Bordj Hamza) für ihre Zwecke. Im Jahr 1974 wurde Bouira Hauptstadt der neu geschaffenen Provinz.

## Sehenswürdigkeiten
Lediglich die sternförmige Festung Bordj Hamza ist von einer gewissen kulturhistorischen Bedeutung. Vier der acht Sternspitzen sind über Treppenaufgänge erreichbar, die anderen über Wehrgänge.